# Tilleul de danse de Peesten
Le tilleul de danse de Peesten est un tilleul de danse, un monument historique et un monument naturel situé à Peesten (de), arrondissement de Kulmbach, district de Haute-Franconie, land de Bavière

## Histoire
Le tilleul a été mentionné pour la première fois dans un document de 1657, qui indique que l'arbre a été planté entre 1550 et 1600.
En 1858, il était décrit ainsi (la reconstruction s'inspirera de cette description) : « "Sur les branches se trouve une salle de 87 m² à laquelle on accède par un escalier de pierre en colimaçon de 22 marches avec une rampe en fer. Le sol de cette salle est recouvert de planches de chêne et les murs sont également en bois de chêne peint en vert, sur lequel les branches de l'arbre s'étendent et forment un épais mur de feuillage. Une large porte donne accès à la salle. Des 11 ouvertures de fenêtres, chacune de 90 cm de large et 120 cm de haut, on jouit d'une vue dégagée sur les environs très gracieux et la vallée du Main. La construction, si elle n'est pas soutenue par l'arbre lui-même, repose sur 12 colonnes de pierre situées à l'extrémité. La hauteur de la salle du sol au plafond est de 2,10 m et il serait facile d'y ajouter un deuxième étage. La circonférence de l'arbre est de 1,20 m. Les quatre plus grandes branches, en lesquelles le tronc se divise en haut, ont un diamètre d'un demi-mètre". ».
L"ancien arbre enlevé en 1947, un nouvel arbre fut planté en mars 1950, qui ne prit pas racine ; un second tilleul fut replanté l'année suivante, avec un message dans une bouteille, et c'est l'arbre qu'on peut aujourd'hui admirer
En 2001, la structure fut reconstruite avec l'aide du service des monuments historiques (de), de Thomas Glötzl, Scheßlitz, Volker Lauterbach et Rainer Graefe (ce dernier appartenant à l'Institut pour l'histoire de l'architecture et la conservation des monuments historiques de l'université Leopold-Franzens d'Innsbruck)

## Description
C'est un tilleul à grandes feuilles qui, en avril 2022, avait une hauteur de 15 mètres et une circonférence de 2,91

## Utilisation actuelle
Le tilleul accueille aujourd'hui des pièces de théâtre, des concerts et des kermesses (le deuxième dimanche de juin)

## Galerie

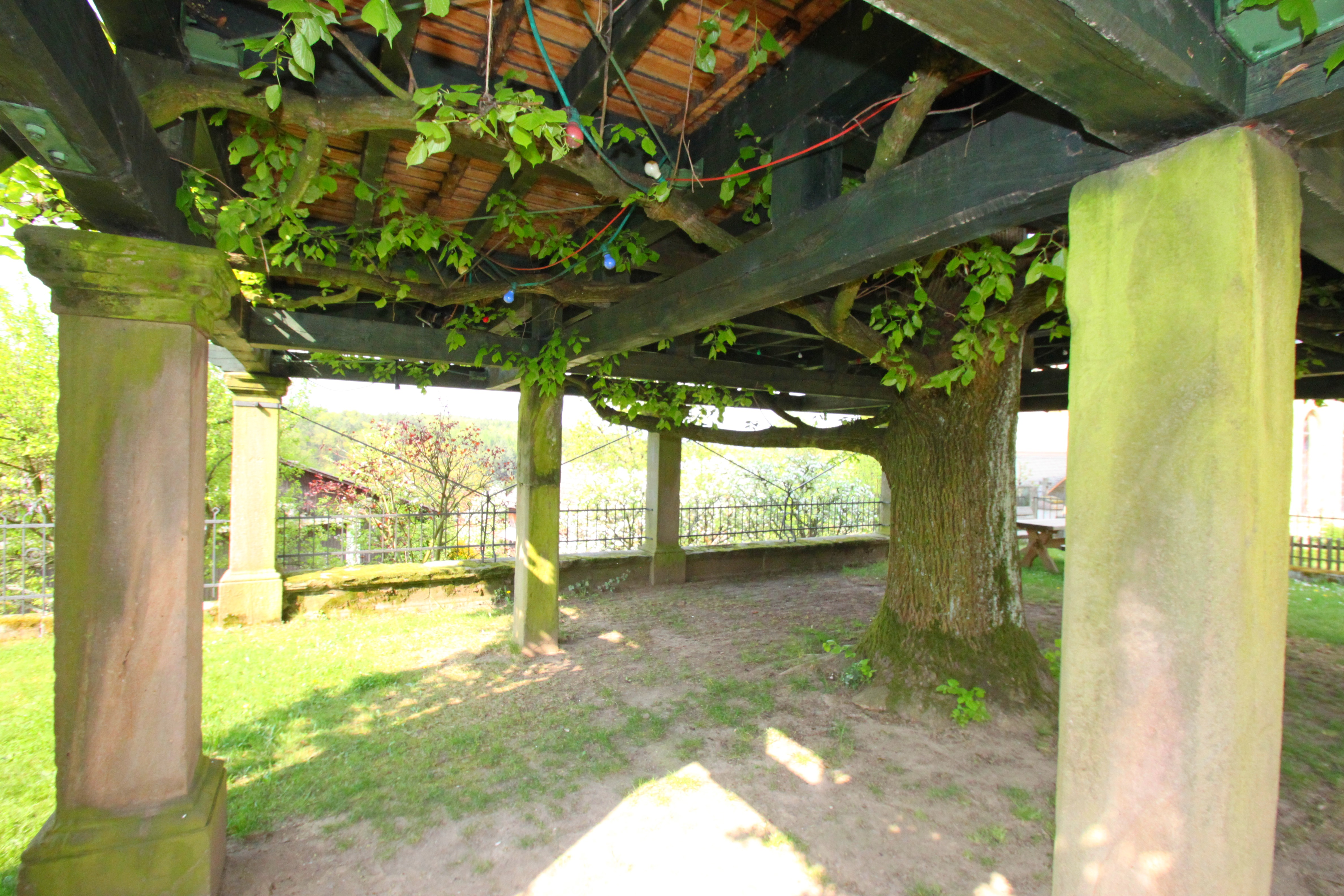
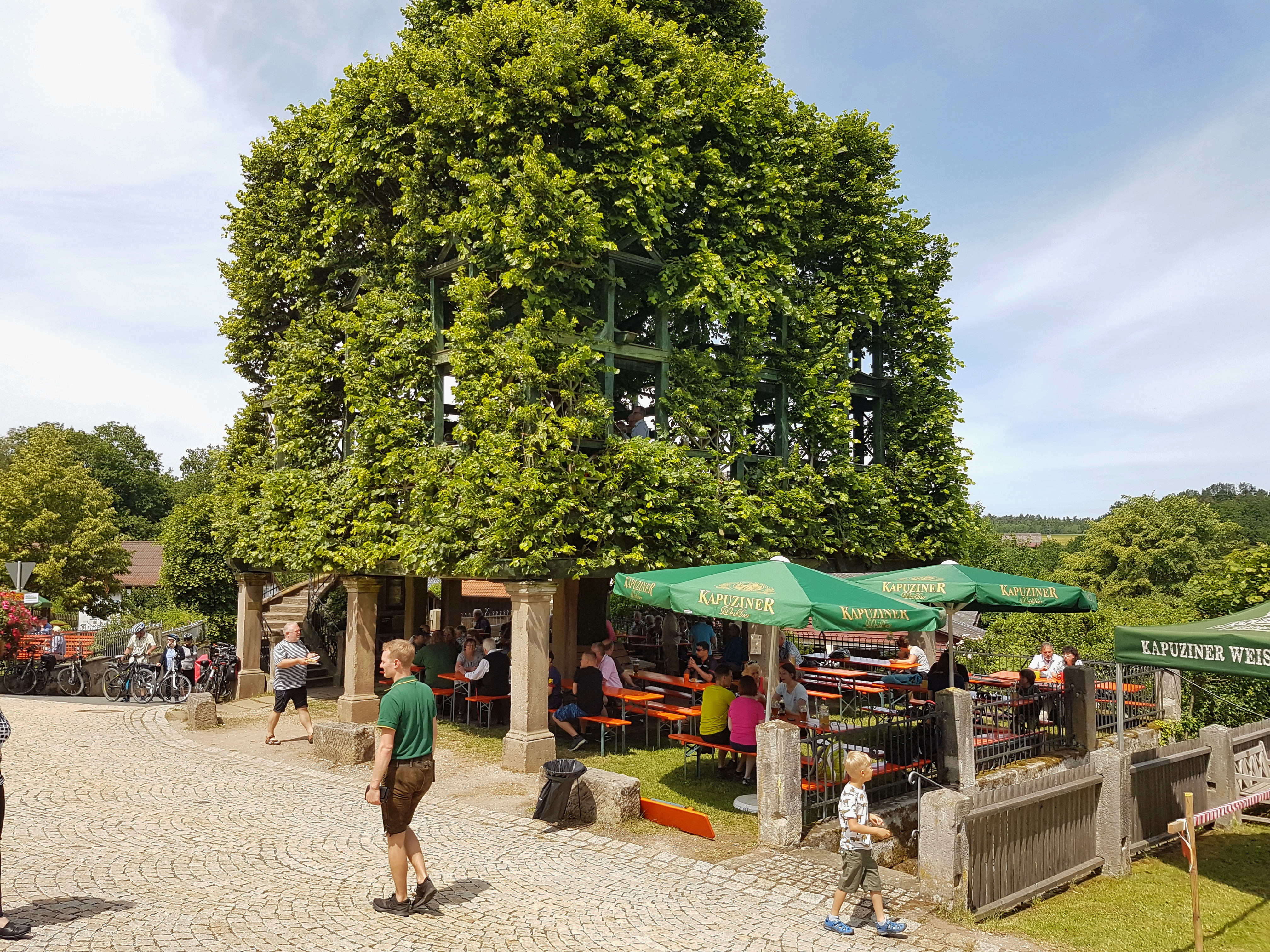
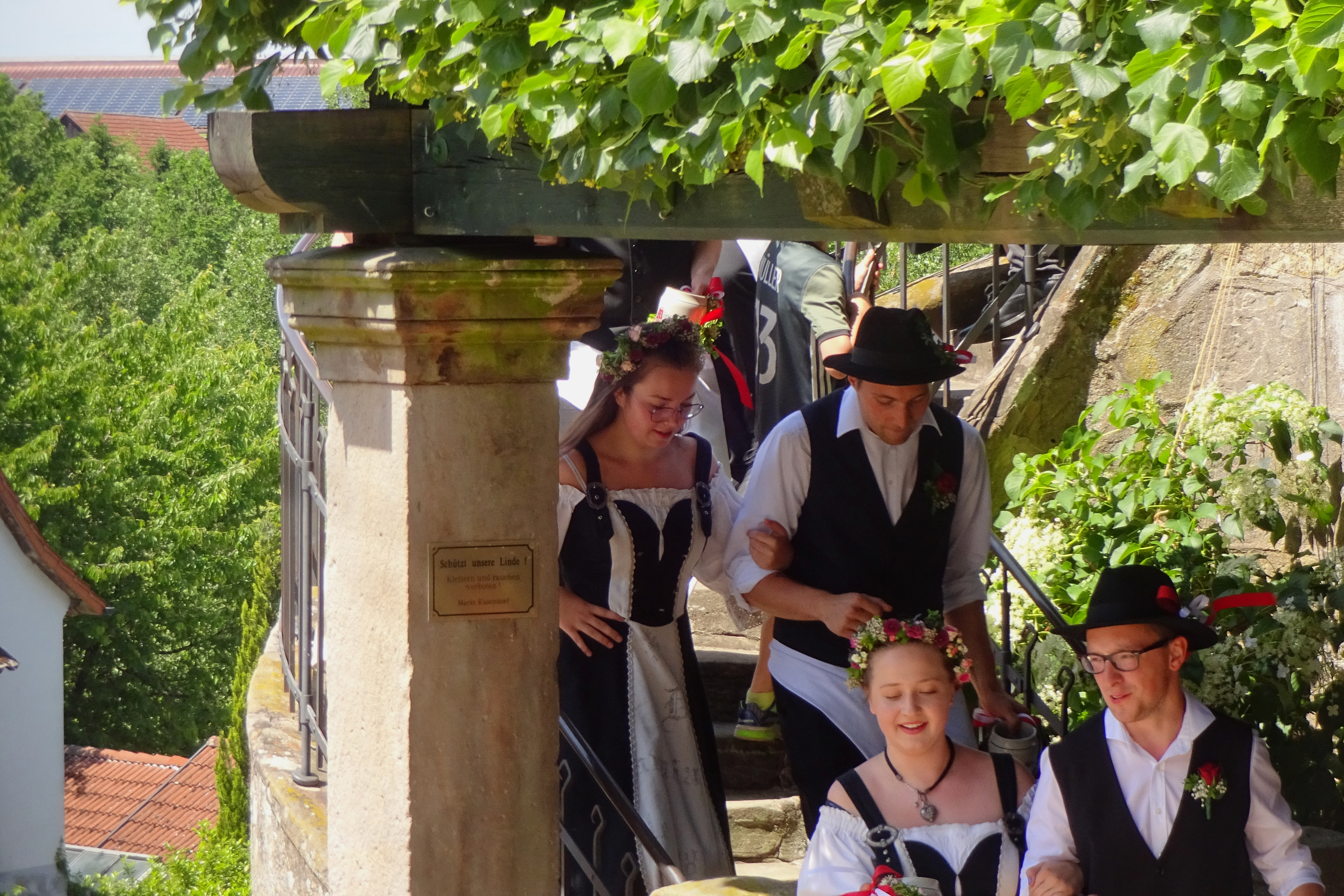
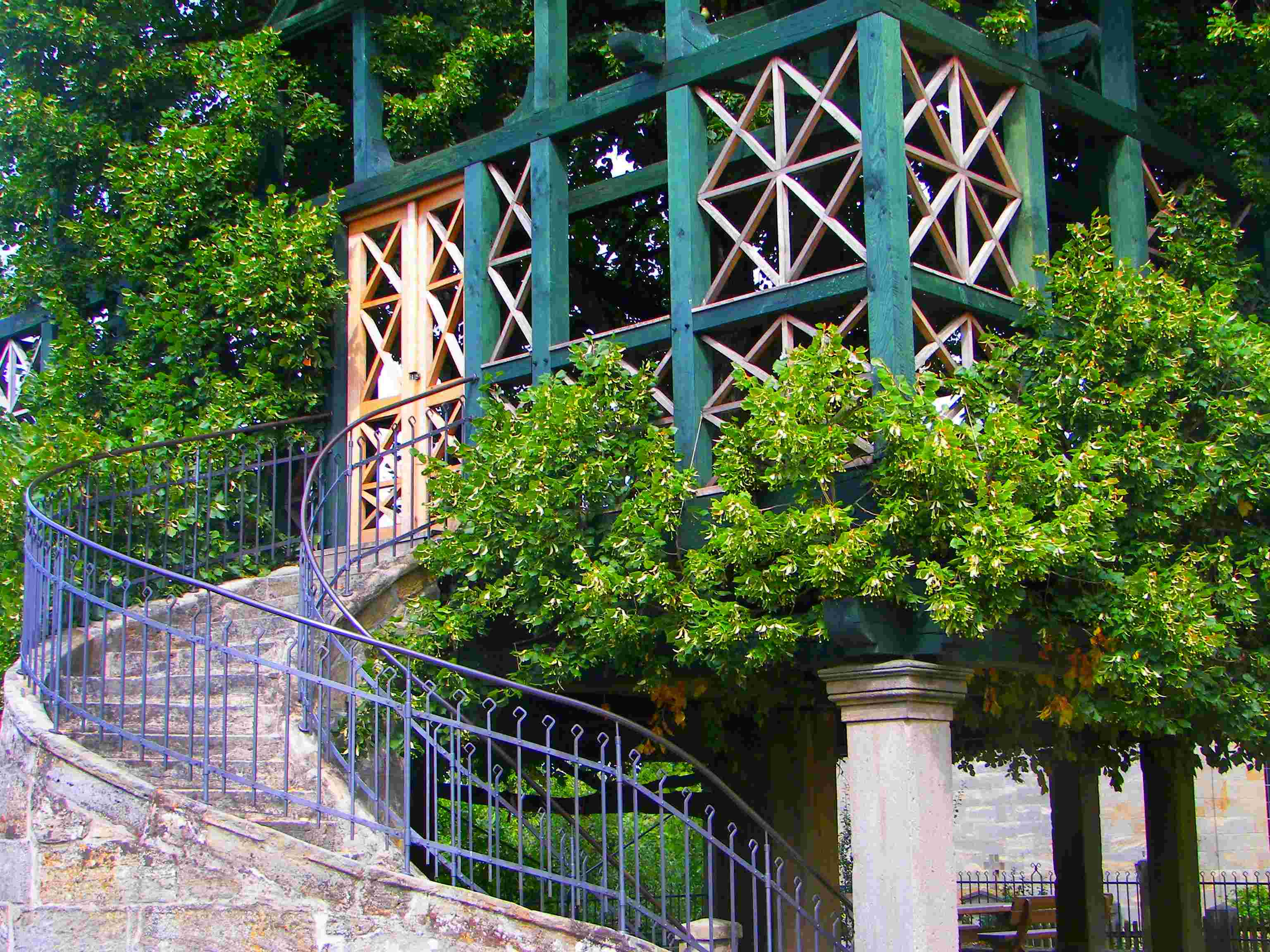
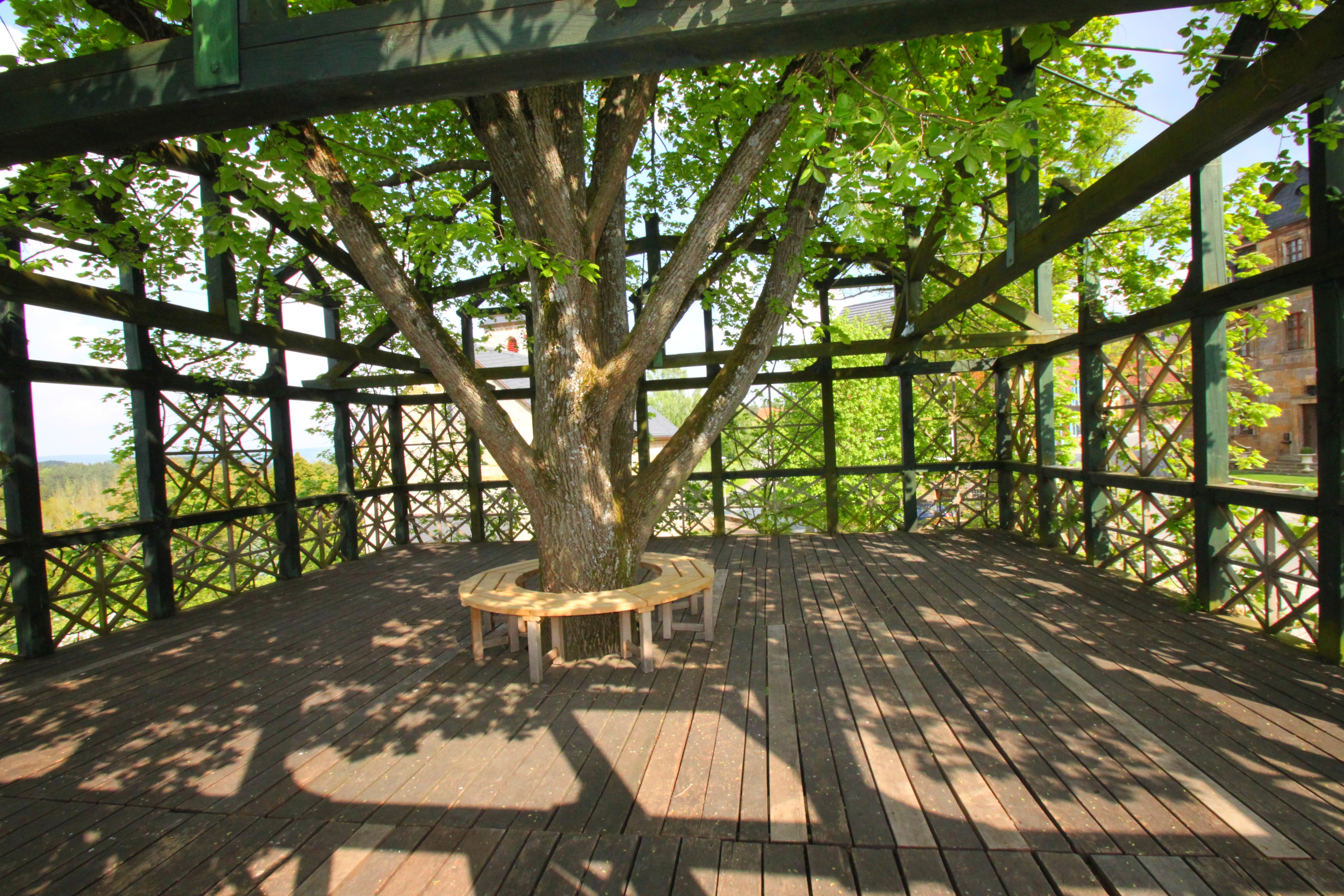
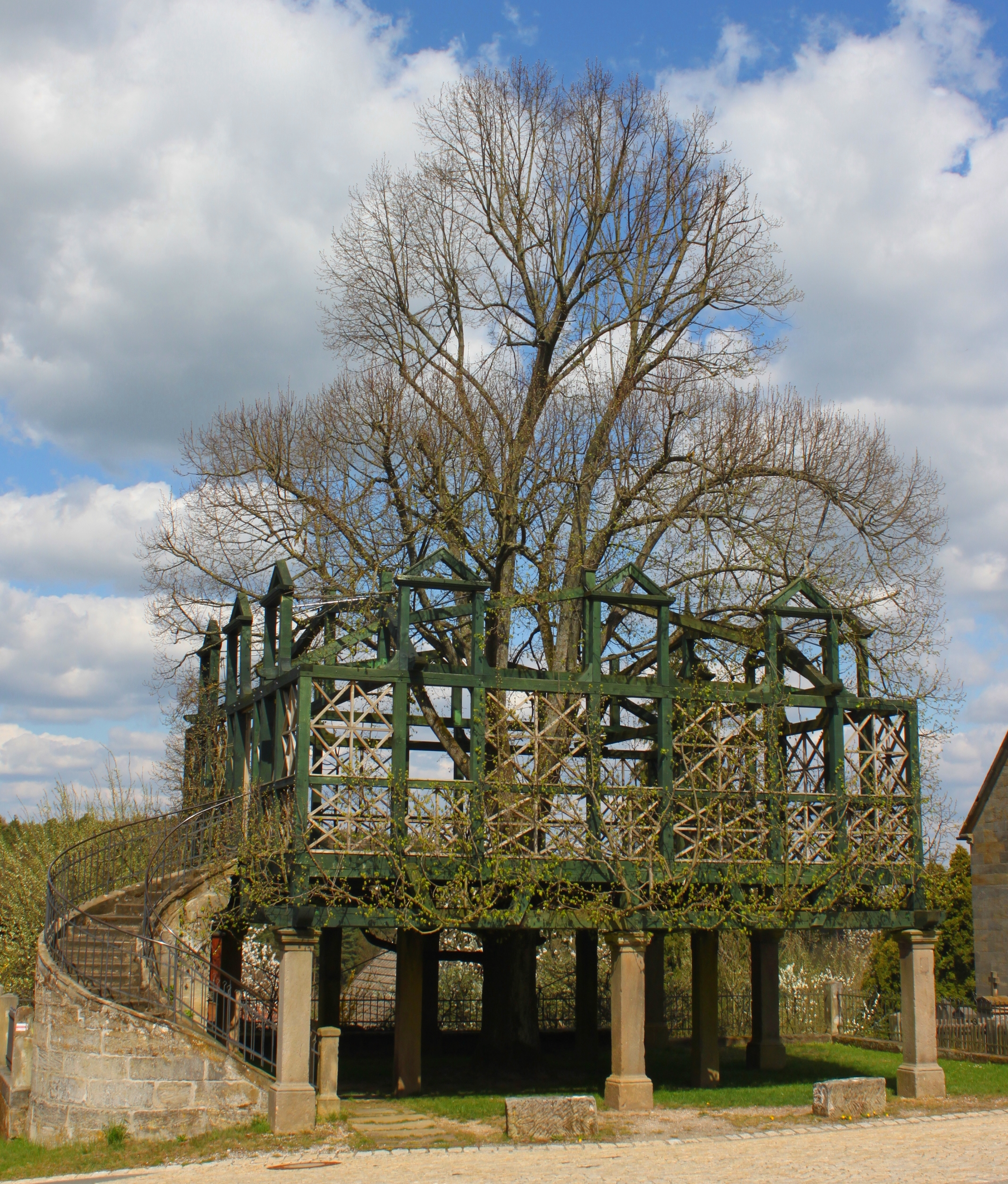